# Sophie Rude
Sophie Rude, nascida em 16 de junho de 1797 em Dijon e falecida em 4 de dezembro de 1867 em Paris, foi uma pintora francesa.

## Biografia

### Família
Sophie Frémiet nasceu na Rue des Forges em Dijon, onde seu pai Louis Frémiet, patrono e fervoroso bonapartista, era controlador fiscal e assistente de seu sogro. Sua mãe, Thérèse Sophie Monnier, vem de uma família de artistas. O avô materno de Sophie Frémiet, o gravador Louis-Gabriel Monnier, será o primeiro curador do Museu de Belas Artes de Dijon.